# 新富山
新富山（しんとみやま）は、日本の宮城県松島町にある標高45メートルの山である。松島を近くから見渡す位置にあり、展望台が設置されている。
新富山の名は、眺めの良さを讃えられた松島四大観の一つ、富山を意識して付けられた。四大観の山が観光の中心地から遠いので、近くの丘に展望の地を設けたものである。五大堂がある松島の中心地をすぐ後ろから見下ろす好位置である。かつては売店が置かれたが今はない。尾根沿いに後ろに回ると、イギリスの詩人エドマンド・ブランデンの詩碑がある。
松島海岸駅と松島駅の中間、松島駅寄りにある。観光の中心となる五大堂や瑞巌寺からは少し歩くが徒歩圏内である。頂上の手前まで舗装道路がつけられているが、坂道が急で狭く、駐車スペースはなきに等しいので、自家用車でのアクセスには適さない。